# Серебряков, Игорь Дмитриевич
И́горь Дми́триевич Серебряко́в (27 ноября 1917— 18 сентября 1998, пос. Сартана Донецкой обл.) — советский и российский индолог и санскритолог. Переводчик санскрита, хинди и панджаби. В соавторстве с И. С. Рабиновичем составитель первого панджабско-русского словаря. Лауреат премии Джавахарлала Неру. 

## Биография
Окончил филологический факультет ЛГУ (1940), где еще застал Ф. И. Щербатского. Докторская диссертация — «Литературный процесс в Индии VII—XIII веков» (1975). В 1950–1960-х годах провёл несколько лет в Индии на дипломатической и партийно-журналистской работе.

## Основные работы
- Панджабско-русский словарь (совм.). — М., 1961.
- Литературный процесс в Индии (VII—XIII века). Автореферат диссертации… доктора филол. наук. — М., 1975. — 37 с.

- Двадцать пять рассказов Веталы / Пер. И. Д. Серебрякова. — М.: Гослитиздат, 1958. — 147 с. — 30000 экз.
- Тридцать две новеллы о монахах / Пер. И. Д. Серебрякова. — М.: Государственное изд-во художественной лит-ры, 1962.
- Древнеиндийская литература: Краткий очерк. — М.: Издательство восточной литературы, 1963. — 201 с. — 1500 экз.
- Пенджабская литература: Краткий очерк. (ЛВ). — М.: Издательство восточной литературы, 1963. — 193 с. — 1200 экз.
- Сомадева. Повесть о царе Удаяне. Пять книг из «Океана сказаний» / Пер. П. А. Гринцера и И. Д. Серебрякова. — М.: Наука; Главная редакция вост. лит-ры, 1967.
- Сомадева. Необычайные похождения царевича Нараваханадатты / Пер. И. Д. Серебрякова. — М.: Наука; Главная редакция вост. лит-ры, 1972. — 540 с. — 15000 экз.
- Сомадева. Дальнейшие похождения царевича Нараваханадатты / Пер. И. Д. Серебрякова. — М.: Наука; Главная редакция вост. лит-ры, 1976. — 488 с.
- Сомадева. Океан сказаний: Избранные повести и рассказы / Пер. И. Д. Серебрякова. — М.: Наука; Главная редакция вост. лит-ры, 1982. — 528 с. — 39000 экз. (переизд. в 1989, 1998, 2008)
- Очерки древнеиндийской литературы. — М.: Наука; Главная редакция вост. лит-ры, 1971. — 392 с. — 2000 экз.
- Литературный процесс в Индии (VII—XIII века). — М.: Наука, 1979. — 160 с. — 1400 экз.
- Бхартрихари. Шатакатраям / Пер. И. Д. Серебрякова. — М.: Наука; Главная редакция вост. лит-ры, 1979. — 136 с. — 8000 экз.
- Памятники кашмирской санскритоязычной литературной общности VII—XIII вв. — М.: Наука, 1982. — 149 с. — 2000 экз.
- Бхартрихари. — М.: Наука, 1983. — 152 с. — (Писатели и учёные Востока). — 5000 экз.
- Литературы народов Индии. — М.: Высшая школа, 1985. — 304 с. — 5000 экз.
- Из блокнота индолога. — М.: Наука, 1987. — 152 с. — (Рассказы о странах Востока). — 30000 экз.
- «Океан сказаний» Сомадевы как памятник индийской средневековой культуры. — М.: Наука, 1989. — 239 с. — 4000 экз.
- Панчатантра, или Пять книг житейской мыдрости / Пер. И. Д. Серебрякова, А. Ш. Ибрагимова. — М.: Художественная литература, 1989. — 480 с. — 100000 экз.

- Голоса индийского средневековья Серебряков И. Д., Ванина Е. Ю. — 2002.